# 坎多索
坎多索是葡萄牙布拉干萨区的一个堂区。总面积7.08平方公里，总人口207人，人口密度29.2人/平方公里。